# Michaela Monzoni
Michaela Monzoni (née Hasalíková le 18 avril 1984 à Frýdek-Místek) est une ancienne joueuse volley-ball tchèque. Elle mesure 1,93 m et jouait au poste de centrale. 

## Clubs
| Club                | De        | À         |
| ------------------- | --------- | --------- |
| VK Královo Pole     | 2003-2004 | 2005-2006 |
| Long Beach State    | 2006-2007 | 2007-2008 |
| GSO Villa Cortese   | fév 2009  | 2009-2010 |
| VK Bakı             | 2010-2011 | 2010-2011 |
| VK AGEL Prostějov   | 2011-2012 | 2011-2012 |
| Lokomotiv VK        | 2012-2013 | 2012-2013 |
| Olympiakos Le Pirée | 2013-2014 | 2013-2014 |

## Palmarès

### Équipe nationale
- Ligue européenne
  - Vainqueur : 2012.

### Clubs
- Championnat de République tchèque
  - Vainqueur : 2004, 2006, 2012.
- Coupe de République tchèque
  - Vainqueur : 2006, 2012.
- Championnat d'Italie
  - Finaliste : 2010.
- Coupe d'Italie
  - Vainqueur : 2010.
- Championnat de Grèce
  - Vainqueur : 2014.